# Láthatár (folyóirat, 1927)
A Láthatár társadalmi, politikai és irodalmi folyóirat volt, ami csak pár hónapig jelent meg 1927-ben, de neves munkatársainak köszönhetően (Illyés Gyula, József Attila, Komlós Aladár, Németh Andor, Csécsy Imre, Kende Zsigmond, Szász Zoltán) kiemelkedett a korszak sok hosszabb-rövidebb életű folyóirata közül.